# Férj és féleség
A Férj és féleség (alternatív cím: Vőlegényem vagy a férjem, eredeti cím: The Accidental Husband) 2008-ban bemutatott romantikus filmvígjáték, melyet Griffin Dunne rendezett. A főbb szerepekben Uma Thurman, Jeffrey Dean Morgan és Colin Firth látható.
A filmet 2009. március 27-én mutatták volna be az Egyesült Államokban, de a film forgalmazója, a Yari Film Group tönkrement, így ott csak DVD-n jelent meg. Magyarországon 2009. augusztus 27-én debütált a Palace Pictures forgalmazásában.

## Cselekménye
|  | Alább a cselekmény részletei következnek! |

New York, 2008.
Dr. Emma Lloyd (Uma Thurman), „a szerelemdoki” népszerű szerelmi szakértő, aki a rádióban minden nap tanácsokat ad a betelefonálóknak és több könyvet írt a témában. Egyik nap Sophia (Justina Machado) kér tanácsot tőle, az adást Sophia vőlegénye, Patrick Sullivan (Jeffrey Dean Morgan) is hallja, miközben a barátai kocsijában hazafelé mennek. Dr. Emma Lloyd gyakorlatilag azt tanácsolja, hogy szakítson a vőlegényével, amit Sophia meg is tesz, bár Patrick (aki tűzoltó) többször próbál beszélni vele, de a nő hajthatatlan. Amikor Patrick megtudja, hogy a doktornő is házasság előtt áll, elhatározza, hogy bosszút áll rajta. A Patrick alatti lakásában lakó fiatal indiai hacker barátilag felajánlja számítógépes ismereteit, belép a doktornő személyes adatlapjába, bejelöli, hogy házas, és a férje Patrick Sullivan.
Emma Lloydnak azonban komoly vőlegénye van, Richard (Colin Firth) akivel össze akarnak házasodni. Amikor be akarják jelenteni a hivatalban ezt a szándékukat, a tisztviselő elutasítja a kérést, mondván, hogy Emma Lloyd már férjnél van. Azonban lehetőség van a házasság semmissé nyilvánítására, erre a célra átad a megdöbbent párnak egy nagy csomag kitöltendő papírt, amit a férjnek is alá kell majd írnia.
Emma megkeresi a férfit és meg is találja egy kocsmában, ahol a barátaival biliárdoznak munka után. Emmát is bevonják a játékba, és amikor azzal dicsekszik, hogy jól bírja az italt, megkínálják néhány pohárkával. Emmának igen jó kedve kerekedik, majd váratlanul elájul az italoktól. Patrick jobb híján a vállára veszi és hazaviszi magához, egy indiai étterem fölötti lakásába.
Patrick eljátssza, hogy ő Emma férje, és igyekszik kínos helyzetbe hozni, de elég hamar megkedveli a nőt. Emma azon kapja magát, hogy kénytelen hazudni a vőlegényének, aki türelmetlen és evéskényszere van.
Egyik alkalommal, amikor az esküvői tortát kell kiválasztaniuk, Patrick vőlegényként viselkedik egy elegáns cukrászda erre a speciális célra kialakított részében. A többi asztalnál ülőknek (azok kérésére) elmesélik hogyan ismerkedtek meg, mi a kedvenc számuk, stb. A hölgyek irigylik Emmától az elbűvölő „vőlegényét”.
Nem sokkal később az egyik hölgy Emma könyvbemutatóján tűnik fel a férjével együtt, aki korábban meg akarta szüntetni Richard vállalkozását, azonban amikor a felesége megismerteti Patrickkal (akit Richardként mutatnak be neki), megtalálják a közös hangot, és a cég megszüntetése helyett hosszútávú megállapodást kötnek. Az igazi Richardot Emma a fivéreként mutatja be, és féken kell tartania az étterem konyhájában (közben Richard dühös, és a keze ügyébe eső ételekkel tömi magát).
Az üzletember és felesége annyira megkedveli a párt, hogy vacsorázni hívják őket. Patrick késve érkezik, és inkább ő hívja el az egész társaságot. A lakása közelében lévő étteremben ugyanis hindu hagyományok szerinti „szent fonál ceremóniát” (upanajana) tartanak. Az eseményen mindenki jól érzi magát. Emma kezd más szemmel nézni Patrickra. Majdnem megcsókolják egymást, de Emma az utolsó pillanatban meggondolja, és elmenekül.
Patrick felkeresi Emmát a rádióban, ahol dolgozik. Miután együtt beszállnak a liftbe, Patrick a tűzoltójelvénye felmutatásával arra kéri a többieket, hogy hagyják el a liftet, majd a tűzoltó kulcsa segítségével megállítja a lift haladását. Szenvedélyesen csókolózni kezdenek. Nincsenek tudatában, hogy a biztonsági kamera mutatja őket a biztonságiaknak, akik jól szórakoznak rajtuk, majd szólnak nekik, hogy hagyják abba.
Emma ekkor már a saját maga számára sem tagadhatja, hogy vonzódik Patrickhoz. Este az esőben bőrig ázik, amikor elmegy Patrickhoz, majd szeretkeznek. Reggel azonban Emma a szemeteskosárban megtalálja a Patrick által előző nap kidobott esküvői meghívót, amin Patrick neve, és a menyasszonya neve szerepel, továbbá Emmával kapcsolatos információk. Patrick elmondja neki, hogy eleinte meg akarta leckéztetni őt, de már nem akarja, mert megszerette. Emma azt hiszi, hogy egy kukkolóval van dolga, ezért dühösen elrohan. Visszamegy a megbízható Richardhoz és kitűzik az esküvőjük napját. Patrick aláírja a papírokat, amiket Richard követel tőle, de nem neki, hanem személyesen Emmának adja át a rádióstúdió épületének tetején.
Patrick felhívja Emmát a stúdióban adás közben, és elmondja neki, hogy szereti. Emma nem válaszol neki, de megszakítja az adást és elrohan. Az apjához megy, ott kiderül, hogy apja már korábban megismerkedett valakivel (Emma anyja már nem él), akivel együtt él. Apja azt tanácsolja neki, hogy ne a tökéleteset keresse a másikban, hanem az a fontos, hogy szeresse a másikat.
Az esküvő napján Emma az apjától kapott esküvői ruhában van, a templomban a vendégek várakoznak a ceremónia megkezdésére. Váratlanul Richard tűnik fel Emma öltözőjében. Arra az elhatározásra jutott, hogy mivel „szereti Emmát, azt akarja, hogy boldog legyen és ezért félreáll az útjából, hogy ahhoz menjen hozzá, akit szeret”. Emma kis gondolkodás után működésbe hozza a tűzjelzőt. A vendégek kimenekülnek a templomból. A tűzoltók elindulnak, ahol Patrick dolgozik (bár ez nem az ő körzetük), mivel a bejelentő kifejezetten ezt kérte. Amikor megérkezik a tűzoltóautó, Emma Patrickhoz siet, aki felveszi az autóra.
A befejező jelenetben Patrick megint megjelenik a stúdióban és mobilról felhívja Emmát. Látszik, hogy szeretik egymást, és amikor Emma feláll, az is látszik, hogy terhes. A záró képsorok alatt a tamil nyelvű „Szvaszame” című dal hangzik fel a Thenali című filmből.
|  | Itt a vége a cselekmény részletezésének! |

## Szereplők
- Uma Thurman – Dr. Emma Lloyd, szerelmi tanácsadó
- Jeffrey Dean Morgan – Patrick Sullivan, tűzoltó
- Colin Firth – Richard Braxton, Emma vőlegénye
- Isabella Rossellini – Mrs. Greta Bollenbecker, Karl felesége, akivel a pár először a tortakóstoláson találkozik
- Keir Dullea – Karl Bollenbecker, aki eleinte meg akarja szüntetni Richard cégét
- Sam Shepard – Wilder, Emma apja
- Kristina Klebe – Katerina Bollenbecker
- Lindsay Sloane – Marcy
- Justina Machado – Sophia, Patrick eredeti menyasszonya
- Sarita Choudhury – Sunday
- Brooke Adams – Carolyn, Wilder barátnője
- Michael Mosley – Declan
- Ajay Naidu – Deep, Patrick egyik indiai ismerőse, kopasz, jogi tanácsadó
- Jeffrey Tedmori – Patrick egyik fiatal indiai ismerőse, hacker
- Nick Sandow – Larry

## Forgatási helyszínek
- Conde Nast Building – 4 Times Square, Manhattan, New York City, New York állam, USA
- Engine 312 – 22-63 35th Street, Astoria, Queens, New York City, New York, USA
- First Church of Round Hill – 464 Round Hill Road, Greenwich, Connecticut állam, USA
- New York City, New York állam, USA

## Bemutató
A film DVD-n 2009. november 10-én jelent meg.

## Fogadtatás

### Bevéti adatok
2009. március 29-ig a film 20,7 millió dollár bevételt ért el.